# Майнелли, Михаэль
Михаэль Майнелли (англ. Michael Mainelli; род. — 19 декабря 1958, Сиэтл, США) британский экономист и Альдерман Ситиа (англ. Alderman), Лорд-мэр Лондона.
До избрания лорд-мэром занимал должности олдермена (2013) и шерифа (2019–2021) в Корпорации лондонского Сити.

## Звания
- — Кавалер англиканского ордена Святого Иоанна (2024).